# قاسم أباد (فريمان)
قاسم أباد (بالفارسية: قاسم‌آباد) هي قرية تقع في قسم بالابند الريفي في إيران. يقدر عدد سكانها بـ 93 نسمة .